# Leviellus thorelli
Espèce
Synonymes
- Zilla thorellii Ausserer, 1871

Leviellus thorelli est une espèce d'araignées aranéomorphes de la famille des Araneidae.

## Distribution
Cette espèce se rencontre en Europe centrale et en Europe du Sud.

## Description
Le mâle décrit par Levi en 1974 mesure 7,5 mm et la femelle 10 mm.

## Systématique et taxinomie
Cette espèce a été décrite sous le protonyme Zilla thorellii par Ausserer en 1871. Elle est placée dans le genre Zygiella par Simon en 1929 puis dans le genre Leviellus par Wunderlich en 2004.

## Étymologie
Cette espèce est nommée en l'honneur de Tord Tamerlan Teodor Thorell.

## Publication originale
- Ausserer, 1871 : « Neue Radspinnen. » Verhandllungen der kaiserlich-kongiglichen zoologish-botanischen Gesellschaft in Wien, vol. 21, p. 815-832 (texte intégral).